# Жолшорин, Ахат Арстанович
Аха́т Арста́нович Жолшо́рин (28 июня 1992) — казахстанский футболист, полузащитник клуба «Булат-АМТ» из Темиртау.

## Клубная карьера
Ахат Жолшорин является одним из перспективных молодых игроков «Шахтёра» наряду с Игорем Пикалкиным и Токтаром Жангылышбаем. Все трое игроков успели поиграть в главной команде в раннем возрасте. Ахат дебютировал за основной состав «Шахтёра» в 18 лет в игре против «Тараза». Первый гол забил в сезоне 2013 в игре чемпионата Казахстана против команды «Иртыш». Всего же в составе горняков провёл 4 официальных матча. В составе молодёжной команды выходит чаще и является одним из её лидеров.

## Достижения
«Шахтёр» (Караганда)
- Чемпион Казахстана (1): 2011
- Обладатель Кубка Казахстана (1): 2013

## Клубная статистика
| Клуб               | Сезон            | Лига             | Лига  | Лига | Кубки  | Кубки | Кубки | Конт. турниры | Конт. турниры | Конт. турниры | Прочее | Прочее | Прочее | Всего | Всего |
| Клуб               | Сезон            | Сорев.           | Матчи | Голы | Сорев. | Матчи | Голы  | Сорев.        | Матчи         | Голы          | Сорев. | Матчи  | Голы   | Матчи | Голы  |
| ------------------ | ---------------- | ---------------- | ----- | ---- | ------ | ----- | ----- | ------------- | ------------- | ------------- | ------ | ------ | ------ | ----- | ----- |
| Шахтёр (Караганда) | 2011             | ЧК               | 2     | 0    | КК     | 1     | 0     | ЛЕ            | 0             | 0             | -      | -      | -      | 3     | 0     |
| Шахтёр (Караганда) | 2012             | ЧК               | 0     | 0    | КК     | 0     | 0     | ЛЧ            | 0             | 0             | СК     | 0      | 0      | 0     | 0     |
| Шахтёр (Караганда) | 2013             | ЧК               | 2     | 1    | КК     | 1     | 0     | ЛЧ+ЛЕ         | 0+0           | 0+0           | СК     | 0      | 0      | 3     | 1     |
| Шахтёр (Караганда) | Всего            | Всего            | 4     | 1    |        | 2     | 0     |               | 0             | 0             |        | 0      | 0      | 6     | 1     |
| Булат-АМТ          | 2014             | ПЛК              | 13    | 1    | КК     | 1     | 0     | -             | -             | -             | -      | -      | -      | 14    | 1     |
| Булат-АМТ          | Всего            | Всего            | 13    | 1    |        | 1     | 0     |               | -             | -             |        | -      | -      | 14    | 1     |
| Всего за карьеру   | Всего за карьеру | Всего за карьеру | 17    | 2    |        | 3     | 0     |               | 0             | 0             |        | 0      | 0      | 20    | 2     |